# Hammershus
 (septembre 2021).
Si vous disposez d'ouvrages ou d'articles de référence ou si vous connaissez des sites web de qualité traitant du thème abordé ici, merci de compléter l'article en donnant les références utiles à sa vérifiabilité et en les liant à la section « Notes et références ».
Hammershus est un château médiéval situé sur l'île de Bornholm dans la mer Baltique.

## Géographie
Les ruines de la forteresse de Hammershus s'élèvent au nord-ouest de l'île de Bornholm au sommet de la colline rocheuse d'Hammeren qui culmine à 74 mètres d'altitude en surplomb de la mer.

## Histoire
Le contrôle de l'île de Bornholm fut l'objet d'une longue rivalité entre la monarchie danoise et l'archevêché de Lund, qui se livrent plusieurs batailles pour y parvenir. Au cours du XIIe siècle, le roi Valdemar II de Danemark avait accepté le transfert de trois des quatre subdivisions de l'île à l'archevêché de Lund.
En 1250, l'archevêque fit construire sa propre forteresse, Hammershus. À partir de celle-ci, il lança, en 1259, une campagne pour conquérir le reste de l'île de Bornholm, y compris le château de Lilleborg qui fut détruit. Le statut de l'île reste toutefois sujet à disputes pendant encore deux siècles alors que la ligue hanséatique en prend le contrôle économique au profit de la ville de Lübeck. Pendant les combats entre les archevêques et les rois du Danemark, le château changea plusieurs fois de mains, notamment en 1259, 1265, 1319 et 1325. Au XVIe siècle, l'île était détenue par le roi Christian II de Danemark. Ce n'est qu'en 1522 que l'île cesse de faire partie du domaine de l'archevêché de Lund. En 1658, les troupes suédoises occupent l'île et prennent le château de Hammershus. Mais la population danoise se soulève contre l'occupant suédois et bientôt les Suédois finissent par repartir de l'île qui retrouve sa souveraineté danoise.
Vers 1750, le château est démantelé et devient une ruine. Il sera partiellement restauré vers 1900.

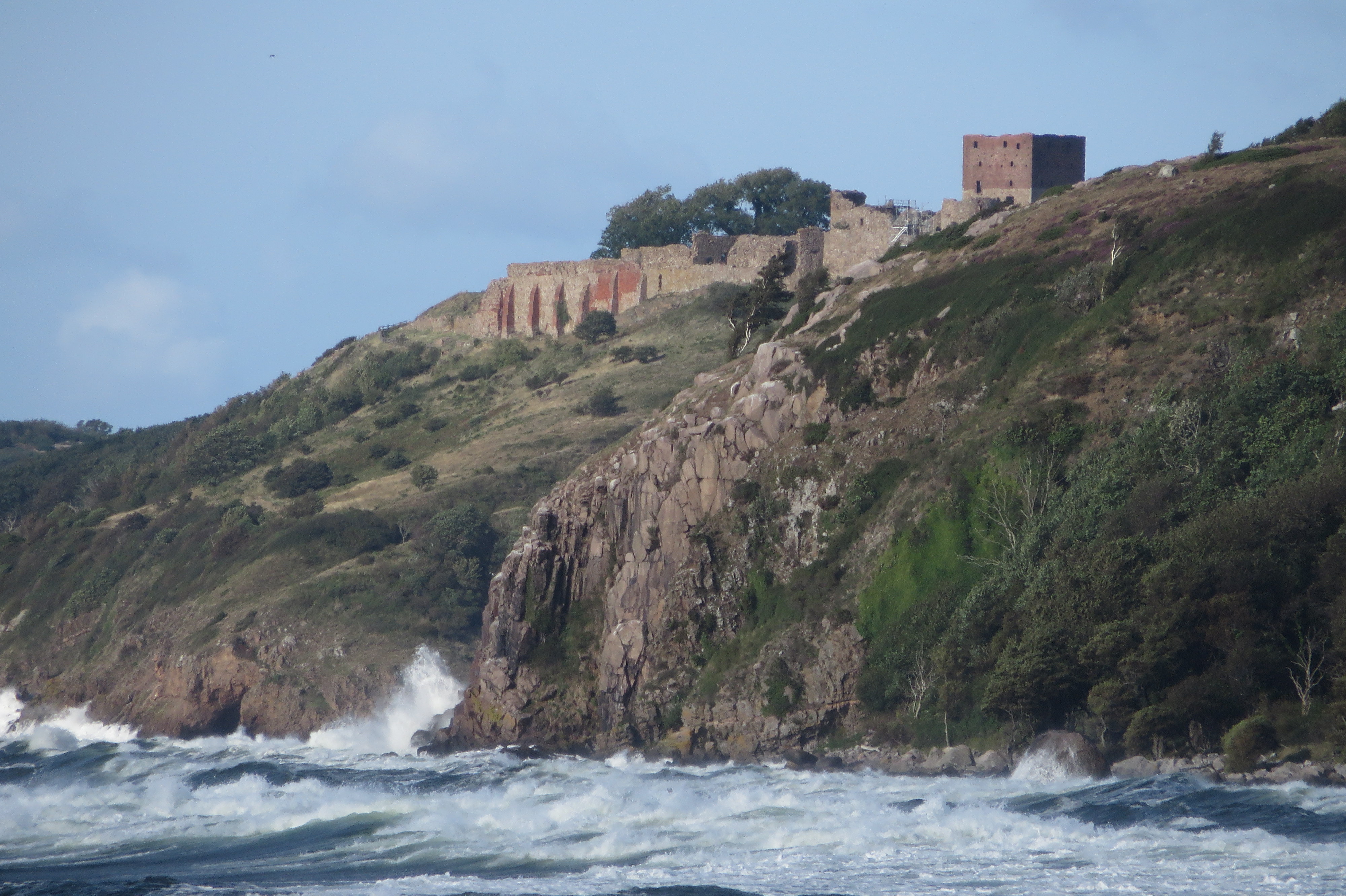
Le château d'Hammershus vue côté mer